# Saint-Hippolyte (Aveyron)
Saint-Hippolyte è un comune francese di 467 abitanti situato nel dipartimento dell'Aveyron nella regione Occitania.

## Società

### Evoluzione demografica
Abitanti censiti